# Cryptotaenia elegans
Cryptotaenia elegans es una especie de planta herbácea perteneciente a la familia de las apiáceas.

## Descripción
Se trata de una planta herbácea de hasta 50 cm de altura, con hojas escasamente pubescentes, pinnatisectas o bipinnadas. Las flores, están dispuestas en umbelas laxas, son de color blanco y los frutos son glabros, de color negro.

## Distribución
Cryptotaenia elegans es un endemismo de las Islas Canarias.

## Taxonomía
Cryptotaenia elegans fue descrita por Webb ex Bolle y publicado en Index Seminum (Berlin) 9. 1861.
Etimología
Cryptotaenia:
elegans: epíteto latino que significa elegante.
Sinonimia
- Myrrhodes elegans (Webb ex Bolle) Kuntze[2]

## Nombre común
Se conoce como "perejil de monteverde".